# Dream On
〈Dream On〉은 에어로스미스가 1973년 데뷔 음반 《Aerosmith》의 파워 발라드 곡이다. 리드 싱어 스티븐 타일러가 작곡한 이 곡은 그들의 첫 번째 주요 히트곡이자 클래식 록 라디오의 주류가 되었다. 1973년 6월에 발매된 이 음반은 빌보드 핫 100에서 59위로 정점을 찍었지만, 밴드의 모국 보스턴에서는 크게 히트했는데, 이 음반은 WBZ-FM에서 올해의 싱글 1위, WRKO에서 올해의 5위, WMEX(AM)에서 16위를 차지했다. 이 곡은 또한 구 WVBF(FM)에서 즉시 묵직한 방송을 받았으며, 1973년 6월 "톱 파이브 앳 파이브"에서 종종 1위를 차지하였다.
〈Dream On〉의 음반 버전(4:28, 1973년 3:25 45rpm 편집에서 대부분의 인트로가 편집되어 1차 후렴구가 2차 후렴구로 대체됨)은 1975년 말에 재발매되어 1976년 1월 10일 빌보드 핫 100 차트에서 81위에 데뷔하여 2월 14일 톱 40에 진입하였고, AP 6위에 정점을 찍었다. 컬럼비아 레코드는 이 곡의 긴 버전과 짧은 버전을 모두 갖춘 상위 40개 라디오 방송국의 서비스를 선택했다. 따라서, 많은 1976년 팝 라디오 청취자들은 45개의 편집을 통해 이 그룹의 첫 번째 톱 10 노력에 노출되었다.

## 뮤직 비디오
마티 캘너가 연출한 우연의 일치 영상도 이 오케스트라와 함께한 MTV 10주년 특별 공연에서 만들어졌다.

## 인증
| 국가                               | 인증 | 판매량/출하량 |
| ---------------------------------- | ---- | ------------- |
| 영국 (BPI)                         | 실버 | 250,000       |
| 판매량+스트리밍을 기반으로 한 인증 |      |               |